# Тім Томас
Тімоті Джеймс Томас, мол. (англ. Timothy James Thomas, Jr.; 15 квітня 1974, Флінт, Мічиган, США) — американський хокеїст, воротар.
Виступав за Вермонтський університет (NCAA), «Х'юстон Аерос» (АХЛ), «Бірмінгем Буллз» (ECHL), ГІФК (Гельсінкі), «Гамільтон Бульдогс» (АХЛ), «Детройт Вайперс» (ІХЛ), АІК (Стокгольм), «Кярпят» (Оулу), «Бостон Брюїнс», «Провіденс Брюїнс» (АХЛ), «Йокеріт» (Гельсінкі), «Флорида Пантерс».
В чемпіонатах НХЛ — 329 матчів, у турнірах Кубка Стенлі — 43 матчі.
У складі національної збірної США учасник зимових Олімпійських ігор 2010 (1 матч), учасник чемпіонатів світу 1995, 1996, 2005 і 2008 (8 матчів).
Досягнення
- Срібний призер зимових Олімпійських ігор (2010)
- Володар Кубка Стенлі (2011)
- Чемпіон Фінляндії (1998), срібний призер (1999, 2005)
- Учасник матчу всіх зірок НХЛ (2008, 2009, 2011)

Нагороди
- Трофей Конна Смайта (2011)
- Трофей Везини (2009, 2011)
- Трофей Вільяма М. Дженнінгса (2009, разом з Менні Фернандесом).